# 單一文件介面

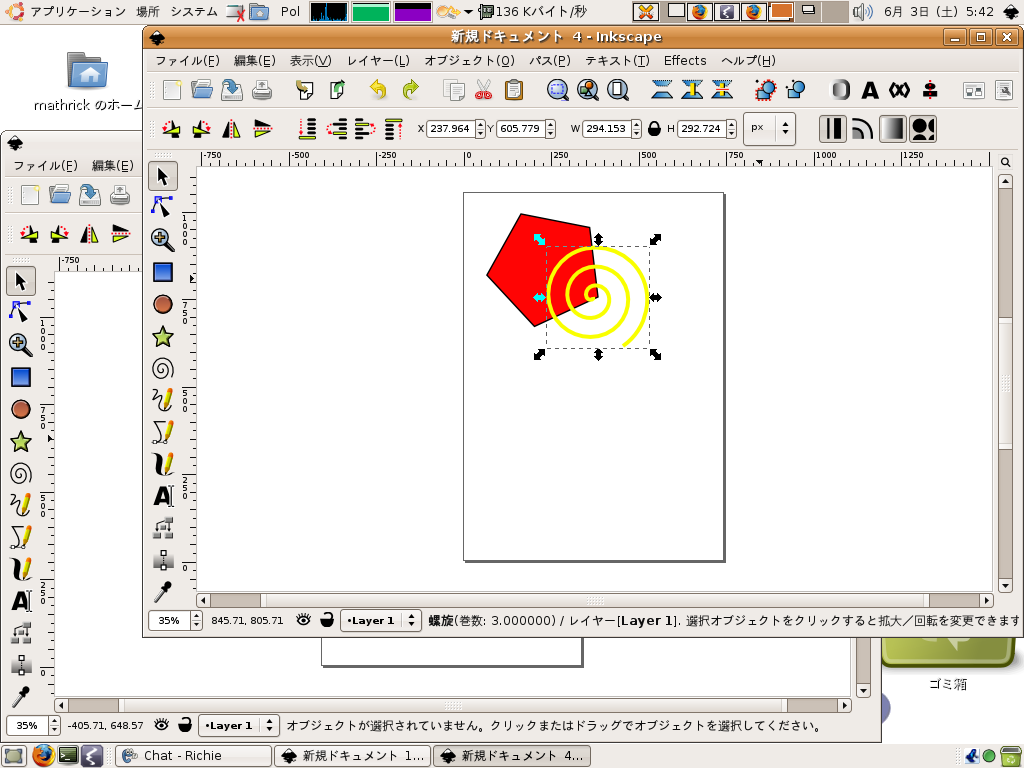
The single document interface used by Inkscape

單一文件介面（Single document interface），簡稱SDI，泛指在图形用户界面（GUI）之中，SDI應用程式在每次執行只開啟一個文件，這代表如果需要同時開啟多個文件，將佔用倍數成長的記憶體。如MS Windows下的记事本。

## 相關
- 多文件介面（MDI）

## 外部連結
- SDI 和 MDI（页面存档备份，存于）